# Kapersgat
Het Kapersgat is een kreekrestant in de Groot- of Oud-Ferdinanduspolder.
Het is gelegen ten oosten van de Fort Ferdinandusweg en bestaat uit een wiel, dat is ontstaan tijdens een dijkdoorbraak die vóór 1612 moet hebben plaatsgevonden. Vanuit dat wiel loopt een kreek nog verder de polder in.
Tegenwoordig is het een klein natuurgebied, dat beheerd wordt door Staatsbosbeheer.